# WWE Home Video
WWE Home Video é uma video-distribuição e produção da companhia WWE. Antes, era chamada de Coliseum Video, entre 1985 e 1997. Desde 1997, opera com direção do chairman Vince McMahon.
Esta distribuição mostra todos ou os principais pay-per-views da WWE ou WWF desde 1999.